# Hanne Harlem
Hanne Harlem (født 20. november 1964 i Oslo) er en norsk jurist og politiker (Ap). Harlem var justitsminister i Regeringen Jens Stoltenberg I (2000-01).
Harlem har Juridisk embedseksamen fra Universitetet i Oslo 1990. I studietiden var hun studentstipendiat ved Nordisk institut for søret.
Harlem var i 1990-91 politisk rådgiver i Børne- og familieministeriet, så rådmand for børn og uddannelse i Oslo i 1992-93, dommerfuldmægtig i Nord-Troms herredsret i 1993-95. Derefter var hun advokat hos Regeringsadvokaten i 1995-97 og chefjurist hos Kredittilsynet i 1998. Hun var fra 1998 advokat og senere assisterende direktør i Norsk Hydro til hun blev justitsminister fra 17. marts 2000. Efter sin tid som justitsminister fortsatte Harlem, i efteråret 2001, som assisterende direktør i Norsk Hydro.
I 2004 blev Harlem ansat som universitetsdirektør ved Universitetet i Oslo. Hun gik af som direktør ved UiO i foråret 2007, og begyndte 11. maj 2007 som bestyrelsesformand for den nye sammenslåede Helse Sør-Øst RHF.